# Viktor Link
Viktor Otto Link (* 16. Juni 1894 in Baden-Baden; † 11. September 1944 in Mannheim) war ein deutscher Polizeiinspektor und Widerstandskämpfer gegen den Nationalsozialismus.

## Leben
Seine Eltern waren der Obersteuerkontrolleur Viktor Link sen. und Luise Link (geborene Nikola).
Nach der Scheidung von seiner Frau (Name/Identität nicht bekannt) zog Link im August 1929 von Buchen in Nordbaden (Odenwald) nach Mannheim und arbeitete dort als Verwaltungsobersekretär im Polizeipräsidium.
1943 setzte die Gestapo einen Spitzel auf ihn an, nachdem er von seiner Vermieterin wegen regierungsfeindlicher Äußerungen denunziert wurde. Am 8. Juli 1943 wurde er wegen besagten „regierungsfeindlichen“ Äußerungen in Haft genommen. Durch ein Urteil des (Sondergerichts) SS- und Polizeigerichts XIV, Metz, wurde er am 1. März 1944 in Mainz wegen „fortgesetzter Zersetzung der Wehrkraft“ zum Tode verurteilt. Dieses Unrechtsurteil wurde am 11. September 1944 durch Erschießen im Käfertaler Wald in Mannheim vollstreckt.
Seine letzte Ruhe fand Viktor Link nach der Umbettung seiner ursprünglichen Grabstätte ca. 1970 auf dem Hauptfriedhof Mannheim. Dort ist er mit den Widerstandskämpfern Hermann Adis, Adolf Doland und Erich Paul, die unabhängig von Link ebenfalls erschossen wurden, in einem Ehrengrab bestattet. Offiziell wurden alle vier Männer aufgrund des Vorwurfs der Wehrkraftzersetzung ermordet.

## Widerstandshandeln

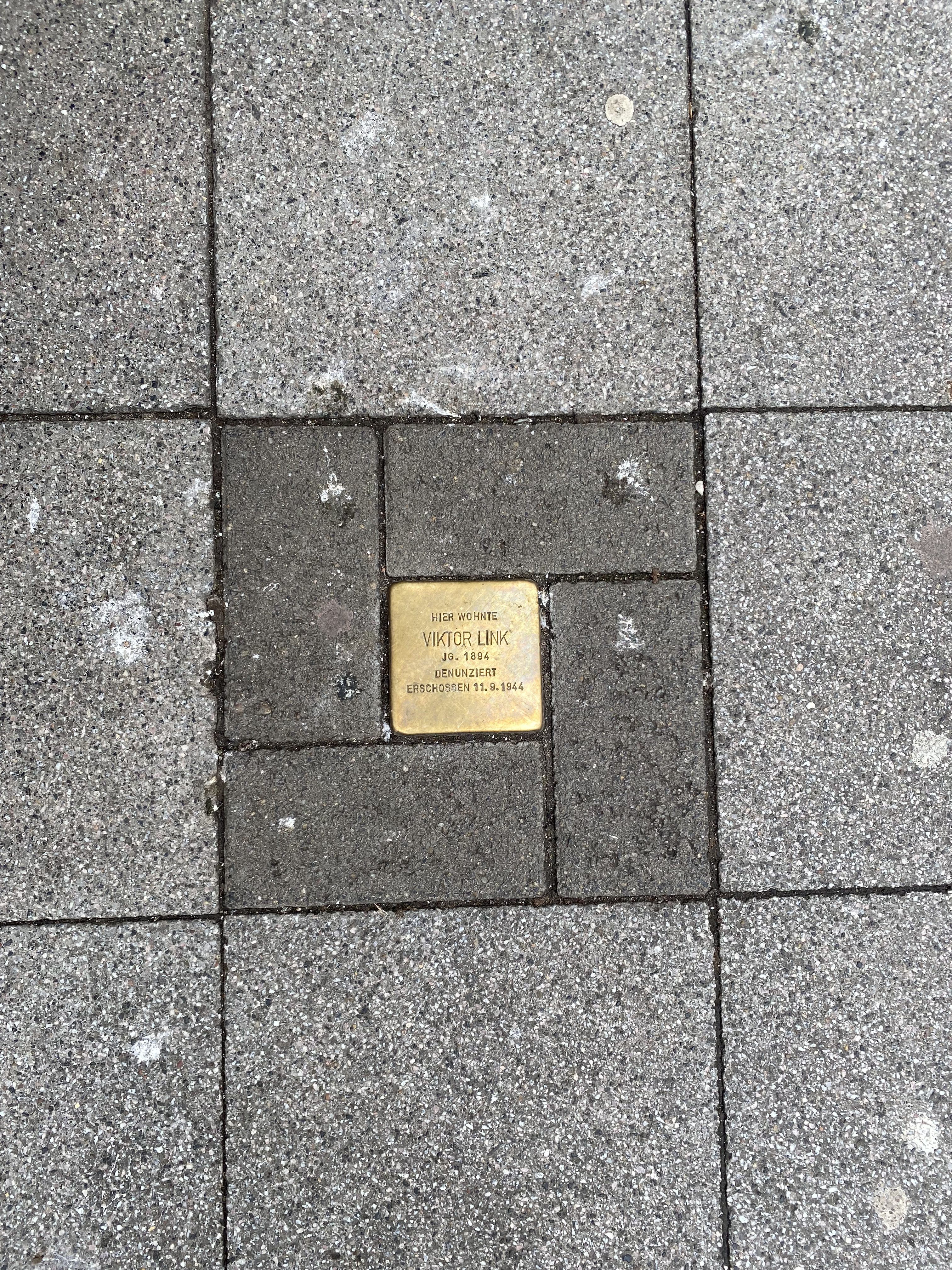
Stolperstein für Viktor Link in der Innenstadt Mannheims (N3,9)

Aktiven politischen Widerstand hat Viktor Link nicht geleistet. Er hat sich lediglich, vermutlich innerhalb seines Bekanntenkreises, regierungskritisch geäußert, woraufhin die Denunziation und letztlich seine Ermordung folgte.

## Würdigungen
Im 1. Weltkrieg 1917 erhielt er das Ritterkreuz zum Orden vom Zähringer Löwen und die silberne Verdienstmedaille am Bande des Karl-Friedrich-Verdienstordens.
Auf Anfragen der Tochter und mit Unterstützung des Mannheimer Polizeipräsidenten Rudolf Leiber wurde Viktor Links Grab am 20. Dezember 1957 durch den Gemeinderat in die Liste der Ehrengräber aufgenommen.
2010 wurde, um an ihn zu erinnern, ein Stolperstein an seiner letzten bekannten Adresse, N3, 9, in der Innenstadt Mannheims verlegt. Er trägt diesen Text: Hier wohnte Viktor Link Jg. 1894 - denunziert - erschossen 11.9.1944.